# Membrilhar
Membrilhar (em castelhano: Membrillar) é uma localidade do partido de Chacabuco, da Província de Buenos Aires, na Argentina.